# Baudrecourt (Haute-Marne)
Baudrecourt is een gemeente in het Franse departement Haute-Marne (regio Grand Est) en telt 105 inwoners (1999). De plaats maakt deel uit van het arrondissement Saint-Dizier.

## Geografie
De oppervlakte van Baudrecourt bedraagt 8,8 km², de bevolkingsdichtheid is 11,9 inwoners per km².
De onderstaande kaart toont de ligging van Baudrecourt (Haute-Marne) met de belangrijkste infrastructuur en aangrenzende gemeenten.

## Demografie
Onderstaande figuur toont het verloop van het inwonertal (bron: INSEE-tellingen).